# Élection du président de la Confédération suisse de 2018
L'élection du président de la Confédération suisse de 2018, est un scrutin au suffrage indirect visant à élire le président de la Confédération suisse pour l'année 2019. 
Le 5 décembre 2018, par 201 voix sur 209 valables, Ueli Maurer est réélu par l'Assemblée fédérale.

## Élection

### Procédure électorale
Le président de la Confédération est élu par l'Assemblée fédérale, réunissant le Conseil national et le Conseil des États, parmi les membres du Conseil fédéral le deuxième mercredi de la session d'hiver.
Son mandat dure un an et correspond à l'année civile (du 1er janvier au 31 décembre). Il n'est pas immédiatement rééligible, y compris à la vice-présidence du Conseil fédéral, mais peut remplir plusieurs mandats non successifs,.

### Résultats
L’Assemblée fédérale élit à une large majorité le vice-président du Conseil fédéral Ueli Maurer, avec 201 voix sur 209 bulletins valables. Le chef du Département fédéral des finances succède ainsi au socialiste Alain Berset.